# 氧化钇
氧化钇是一种无机化合物，化学式为Y2O3。它是一种白色粉末，难溶于水，易溶于酸。

## 性质
白色粉末。不溶于水和碱，溶于酸和醇。露置于空气中时易吸收二氧化碳和水而变质。

## 制备
以褐钇铌矿为原料，经提纯得到富钇稀土，经直接浓缩、过滤、灼烧，制得氧化钇。
{\displaystyle {\rm {\ Y_{2}(C_{2}O_{4})_{3}\rightarrow Y_{2}O_{3}+3CO_{2}+3CO}}}

## 用途
氧化钇是最重要的钇化合物，广泛用于掺铕钒酸钇、掺铕氧化钇等材料的制造之中，此类材料可用作彩色电视机显像管红色荧光粉。它还用于制造单晶、钇铝钕石榴石和钇铁石榴石等复合氧化物，这些复合氧化物有高频性能好的特点，用作微波用磁性材料及用于军事通讯工程中。此外，氧化钇也用作陶瓷材料添加剂、高级光学玻璃添加剂制高温透明玻璃，以及用于制造高压水银灯、激光、储存元件等的泡磁区材料，薄膜电容器和特种耐火材料等。无机合成中，氧化钇用于合成其他钇化合物如三氯化钇（通过与浓盐酸和氯化铵反应而得）、高温超导材料如钇钡铜氧等。